# Silivașu de Câmpie
Silivașu de Câmpie is een Roemeense gemeente in het district Bistrița-Năsăud.
Silivașu de Câmpie telt 1173 inwoners.